# Puchar Prezydenta Rzeczypospolitej Polskiej (1936)
Puchar Prezydenta Rzeczypospolitej Polskiej w piłce nożnej 1936 – pierwsza edycja rozgrywek mających na celu wyłonienie zdobywcy Pucharu Prezydenta Rzeczypospolitej Polskiej, w której zagrało szesnaście zespołów, w tym czternaście reprezentacji okręgowych i dwie drużyny ligi Polskiego Związku Piłki Nożnej, nazwane odpowiednio A i B. Zespoły Polskiego Związku Piłki Nożnej tworzyli piłkarze ligowi, natomiast reprezentacje okręgowe miały zakaz wystawiania zawodników z klubów ligowych.
Rozgrywki toczyły się od 24 maja do 22 listopada 1936 roku. W sumie odbyło się siedemnaście spotkań, z których jedno powtórzono i cztery przedłużono o dogrywkę. W meczu 1/8 finału pomiędzy reprezentacją Lublina i Krakowa gra toczyła się do pierwszego trafienia ze względu na remisowy wynik. Dwudziestominutowa dogrywka nie wyłoniła jednak zwycięzcy, przez co mecz został przerwany i powtórzony 2 lipca. W sumie padło dziewięćdziesiąt jeden bramek, zaś ich autorami było pięćdziesięciu czterech piłkarzy. Najlepszym strzelcem rozgrywek o Puchar Prezydenta Rzeczypospolitej Polskiej był napastnik reprezentacji Poznania, Czesław Mikołajewski, strzelec sześciu goli. Puchar zdobyła reprezentacja Krakowa, która trofeum otrzymała na walnym zjeździe Polskiego Związku Piłki Nożnej. 

## Mecze

### 1/8 finału
| 24 maja 1936 | Podlasie | 0:2(0:1) | Łódź · Stolarski 27', 66' | Białystok |
|              |          |          |                           |           |

| 24 maja 1936 | Polesie | 0:9(0:7) | Warszawa · Izydorczak 1', 25', 80' · Stańczuk 12', 22', 50' · Wróbel 2', 24' · Wesołowski 37' | Brześć |
|              |         |          |                                                                                               |        |

| 24 maja 1936 | Pomorze · Nawrocki 16' · Wyczyński 58' (k) · Kimmel lub Nawrocki 68' | 3:2(1:1) | Śląsk · Pytel 36' · Smolin 80' | Toruń |
|              |                                                                      |          |                                |       |

| 24 maja 1936 | Stanisławów · Zasławski 24' · Rudziak 55' | 2:1(1:1) | Lwów · Schlaff 1' | Stanisławów |
|              |                                           |          |                   |             |

| 24 maja 1936 | Wilno · Pawłowski 16' · Skrzypczak 18' | 2:1(2:0) | Liga A · Schwartz 58' | Wilno |
|              |                                        |          |                       |       |

| 24 maja 1936 | Wołyń · Bilus 28' · Mołczanowski 62' (k) · Pürschel 66' | 3:6(1:3) | Liga B · Peterek 22', 30', 58' · Cebula 35', 87' · Ludwikiewicz 55' | Łuck |
|              |                                                         |          |                                                                     |      |

| 24 maja 1936 | Zagłębie · Langer 12' · Ciszewski 18' | 2:4 pd.(2:2, 2:2, 2:3) | Poznań · Przybyłowicz 8', 92' · Musielak 30' · Mikołajewski 118' | Częstochowa |
|              |                                       |                        |                                                                  |             |

| 24 maja 1936 | Lublin · Sławiński 2x · Knotek · Ciesielski | 4:4(1:3, 4:4, 4:4, 4:4) | Kraków · Stępień 2x · Szeliga · Chudzik k' | Lublin |
|              |                                             |                         |                                            |        |

| 2 lipca 1936 | Lublin | 0:3(0:1) | Kraków · Korbas 30' · Stępień 58' · Wrona 80' | Lublin |
|              |        |          |                                               |        |

### Ćwierćfinały
| 2 sierpnia 1936 | Kraków · Pamuła 33' · Korbas 60' · Majeran 82' · Grünberg 88' | 4:0(1:0) | Warszawa | Kraków |
|                 |                                                               |          |          |        |

| 2 sierpnia 1936 | Pomorze · Wierzelski 17', 104' · Wyczyński 32' (k), 88' (k) | 4:3(2:1, 3:3, 4:3) | Łódź · Kowalski 28' · Chojnacki 48' · Królasik 62' | Bydgoszcz |
|                 |                                                             |                    |                                                    |           |

| 2 sierpnia 1936 | Poznań · Markiewicz 10' · Mikołajewski 18', 39' · Skrzypczak 20' · Gendera 44', 58' | 6:1(5:0) | Łódź · Pawłowski 78' | Bydgoszcz |
|                 |                                                                                     |          |                      |           |

| 2 sierpnia 1936 | Stanisławów · Zasławski 63', 80' | 2:2(0:1) | Liga B · Habowski 29' · Lewandowski 60' | Stanisławów |
|                 |                                  |          |                                         |             |

| 8 listopada 1936 | Stanisławów · Zasławski 9' | 1:5(1:1) | Liga B · Wodarz 24' · Skóra 54', 68', 72' · Matyas 63' | Stanisławów |
|                  |                            |          |                                                        |             |

### Półfinały
| 15 listopada 1936 | Poznań · Mikołajewski 8', 37', 62' · Musielak 24', 69' | 5:0(3:0) | Pomorze | Poznań |
|                   |                                                        |          |         |        |

| 15 listopada 1936 | Kraków · Góra 10' (k) · Korbas 58' · Zembaczyński 93', 100' · Szeliga 93', 110' | 5:3(1:0, 2:2, 4:2) | Liga B · Skóra 77' lub Góra sam. · Wilimowski 80', 112' | Kraków |
|                   |                                                                                 |                    |                                                         |        |

### Finał
| 22 listopada 1936 11:30 | Poznań | 0:2(0:2) | Kraków · Krawczyk 36' · Baj 42' | Stadion Warty Poznań przy ul. Rolnej, Poznań Widzów: 2000 Sędzia: Paweł Kosek |
|                         |        |          |                                 |                                                                               |

|                      |  |                       |
|                      |  |                       |
| BR                   |  | Władysław Marek       |
| OB                   |  | Antoni Böttcher       |
| OB                   |  | Edward Kubalczak      |
| PO                   |  | Leon Kwintkiewicz     |
| PO                   |  | Stanisław Kaźmierczak |
| PO                   |  | Leon Jakubowski       |
| NA                   |  | Józef Skrzypczka      |
| NA                   |  | Walenty Musielak      |
| NA                   |  | Roman Przybylski      |
| NA                   |  | Jan Konopa            |
| NA                   |  | Edward Stock          |
| Kapitan związkowy:   |  |                       |
| Wawrzyniec Staliński |  |                       |

|                    |  |                     |
|                    |  |                     |
| BR                 |  | Władysław Pawłowski |
| OB                 |  | Stefan Lasota       |
| OB                 |  | Jan Pająk           |
| PO                 |  | Wilhelm Góra        |
| PO                 |  | Roman Grünberg      |
| PO                 |  | Józef Żiżka         |
| NA                 |  | Edward Baj 42'      |
| NA                 |  | Marian Krawczyk 36' |
| NA                 |  | Józef Korbas        |
| NA                 |  | Czesław Szeliga     |
| NA                 |  | Józef Zembaczyński  |
| Kapitan związkowy: |  |                     |
| Andrzej Kuczalski  |  |                     |